# 扁棒壳目
扁棒壳目（学名：Acrospermales）为座囊菌纲的一目真菌。

## 下属分类
- 扁棒壳科 Acrospermaceae

- 扁棒壳属 Acrospermum
- Gonatophragmium
- Oomyces

扁棒壳目下未指定科的属：
- Paramycoleptodiscus